# 小曲海龍
小曲海龍（学名：Campichthys nanus），为輻鰭魚綱棘背魚目海龍魚科的其中一種，該物種分布於西印度洋的莫三比克海域，體長可達2.5公分，為卵胎生。
其种加词“nanus”意为“矮小的”。